# José Próspero da Ascensão Puaty
José Próspero da Ascensão Puaty (* 10. April 1928 in Imanya, Provinz Cabinda, Angola; † 12. Oktober 2001) war ein angolanischer Geistlicher und römisch-katholischer Bischof von Lwena.

## Leben
José Próspero da Ascensão Puaty empfing am 17. Juli 1957 das Sakrament der Priesterweihe.
Am 3. Februar 1977 ernannte ihn Papst Paul VI. zum Bischof von Luso. Der Apostolische Nuntius in Angola, Erzbischof Giovanni De Andrea, spendete ihm am 17. April desselben Jahres die Bischofsweihe; Mitkonsekratoren waren der Erzbischof von Lubango, Alexandre do Nascimento, und der Erzbischof von Huambo, Manuel Franklin da Costa.
Seit der Umbenennung des Bistums am 16. Mai 1979 war er Bischof von Lwena.
Papst Johannes Paul II. nahm am 7. Juni 2000 seinen vorzeitigen Rücktritt als Bischof von Lwena an.